# علیه البریقی
علیه البریقی (فرانسوی: Alaya Brigui‎؛ زادهٔ ۱ ژانویهٔ ۱۹۹۲) بازیکن فوتبال اهل تونس است.

## باشگاهی
از باشگاه‌هایی که در آن بازی کرده‌است می‌توان به باشگاه فوتبال ستاره ساحلی اشاره کرد.

## تیم ملی
وی همچنین در تیم ملی فوتبال تونس بازی کرده‌است.